# Brâncovenești
Brâncovenești (in ungherese Marosvécs, in tedesco Wetsch) è un comune della Romania di 4121 abitanti, ubicato nel distretto di Mureș, nella regione storica della Transilvania. 
Il comune è formato dall'unione di 5 villaggi: Brâncovenești, Idicel, Idicel-Pădure, Săcalu de Pădure, Vălenii de Mureș.

## Monumenti
Monumenti di un certo interesse a Brâncovenești sono:
- Il Castello Kendy-Kemény, costruito nel 1557-58 dal voivoda Ferenc Kendy. Si tratta di un edificio a pianta rettangolare in stile rinascimentale, circondato da una cerchia di mura. L'edificio venne rimaneggiato nel XIX secolo.
- La chiesa protestante riformata del 1727.